# Конарево
Конарево је насељено место града Краљева у Рашком округу. Према попису из 2022. има 3344 становника (према попису из 2011. било је 3745 становника). У Конареву се налази осмогодишња основна школа ОШ „Ђура Јакшић” Конарево. 

## Прошлост
Конарево је старо средњовековно насеље, које је краљ Стеван Првовенчани још 1220. године под тим именом даровао жичком епархијском ластелинству од када му име није мењано. Из турских катастарских пописа види се да је насеље непосредно после пада српске државе 1476. године имало 42 куће, а имена одраслих мушкараца су поименично пописана у то време, а свакако и раније. Овде се налазе ОШ „Ђура Јакшић“ Конарево и Спомен-обележје у Конареву.

## Демографија
У насељу Конарево живи 2660 пунолетних становника, а просечна старост становништва износи 38,9 година (38,6 код мушкараца и 39,3 код жена). У насељу има 1087 домаћинстава, а просечан број чланова по домаћинству је 3,10.
Ово насеље је великим делом насељено Србима (према попису из 2002. године), а у последња три пописа, примећен је пораст у броју становника.
|  |

| Демографија | Демографија | Демографија |
| Година      | Становника  | Становника  |
| ----------- | ----------- | ----------- |
| 1948.       | 823         |             |
| 1953.       | 930         |             |
| 1961.       | 1.200       |             |
| 1971.       | 1.961       |             |
| 1981.       | 2.766       |             |
| 1991.       | 3.351       | 3.227       |
| 2002.       | 3.372       | 3.556       |
| 2011.       | 3.745       |             |
| 2022.       | 3.344       |             |

| Етнички састав према попису из 2002.‍ | Етнички састав према попису из 2002.‍ | Етнички састав према попису из 2002.‍ | Етнички састав према попису из 2002.‍ | Етнички састав према попису из 2002.‍ |
| ------------------------------------ | ------------------------------------ | ------------------------------------ | ------------------------------------ | ------------------------------------ |
|                                      |                                      |                                      |                                      |                                      |
| Срби                                 | Срби                                 |                                      | 3.335                                | 98,90%                               |
| Хрвати                               | Хрвати                               |                                      | 11                                   | 0,32%                                |
| Црногорци                            | Црногорци                            |                                      | 5                                    | 0,14%                                |
| Македонци                            | Македонци                            |                                      | 2                                    | 0,05%                                |
| Украјинци                            | Украјинци                            |                                      | 1                                    | 0,02%                                |
| Муслимани                            | Муслимани                            |                                      | 1                                    | 0,02%                                |
| Југословени                          | Југословени                          |                                      | 1                                    | 0,02%                                |
| непознато                            | непознато                            |                                      | 9                                    | 0,26%                                |

| Година пописа     | 1948. | 1953. | 1961. | 1971. | 1981. | 1991. | 2002. |
| ----------------- | ----- | ----- | ----- | ----- | ----- | ----- | ----- |
| Број домаћинстава | 195   | 220   | 315   | 560   | 815   | 993   | 1.087 |

| Број чланова      | 1   | 2   | 3   | 4   | 5  | 6  | 7  | 8 | 9 | 10 и више | Просек |
| ----------------- | --- | --- | --- | --- | -- | -- | -- | - | - | --------- | ------ |
| Број домаћинстава | 158 | 282 | 200 | 281 | 97 | 46 | 19 | 4 | 0 | 0         | 3,10   |

| Пол    | Укупно | Неожењен/Неудата | Ожењен/Удата | Удовац/Удовица | Разведен/Разведена | Непознато |
| ------ | ------ | ---------------- | ------------ | -------------- | ------------------ | --------- |
| Мушки  | 1.363  | 345              | 915          | 53             | 26                 | 24        |
| Женски | 1.432  | 238              | 927          | 215            | 36                 | 16        |
| УКУПНО | 2.795  | 583              | 1.842        | 268            | 62                 | 40        |

| Пол    | Укупно                    | Пољопривреда, лов и шумарство | Рибарство                            | Вађење руде и камена | Прерађивачка индустрија       |
| ------ | ------------------------- | ----------------------------- | ------------------------------------ | -------------------- | ----------------------------- |
| Мушки  | 685                       | 69                            | 0                                    | 1                    | 202                           |
| Женски | 400                       | 63                            | 0                                    | 0                    | 117                           |
| УКУПНО | 1.085                     | 132                           | 0                                    | 1                    | 319                           |
| Пол    | Производња и снабдевање   | Грађевинарство                | Трговина                             | Хотели и ресторани   | Саобраћај, складиштење и везе |
| Мушки  | 16                        | 49                            | 100                                  | 7                    | 91                            |
| Женски | 4                         | 5                             | 61                                   | 10                   | 12                            |
| УКУПНО | 20                        | 54                            | 161                                  | 17                   | 103                           |
| Пол    | Финансијско посредовање   | Некретнине                    | Државна управа и одбрана             | Образовање           | Здравствени и социјални рад   |
| Мушки  | 2                         | 8                             | 45                                   | 9                    | 27                            |
| Женски | 1                         | 2                             | 9                                    | 28                   | 67                            |
| УКУПНО | 3                         | 10                            | 54                                   | 37                   | 94                            |
| Пол    | Остале услужне активности | Приватна домаћинства          | Екстериторијалне организације и тела | Непознато            | Непознато                     |
| Мушки  | 14                        | 0                             | 0                                    | 45                   | 45                            |
| Женски | 4                         | 0                             | 0                                    | 17                   | 17                            |
| УКУПНО | 18                        | 0                             | 0                                    | 62                   | 62                            |